# 熊澤英昭
熊澤英昭（日语：／ Kumazawa Hideaki，1943年—），是日本农林水产省前事务次官。曾任日本驻捷克大使。

## 刺杀长子事件
熊泽英昭长子熊泽英一郎生于1975年，从初中开始在家中對母親施暴，熊泽英昭的妻子肋骨因此骨裂、脸上出现淤青。熊泽英一郎上大学時中途退学，並且離開家獨自居住。熊泽英昭托人幫熊泽英一郎找到了工作後，熊泽英一郎因為在博客上写上司的坏话而被公司辞退。
熊泽英一郎長期無工作。2019年5月，熊泽英一郎重新搬到家中居住後沉溺于网络游戏，曾在Twitter上炫富，且家庭关系不睦，有在家中暴力伤害父母的经历，并在个人Twitter上威胁杀死母亲。對此，熊泽英昭非常不滿，認為熊泽英一郎十分危險，甚至一度在紙條上寫下“不得不杀掉（熊泽英一郎）”的字句洩憤。2019年6月1日下午，熊泽英一郎因为附近小学正在开运动会非常吵闹而生气，叫嚷道“真吵，我要杀了这些家伙”。熊澤英昭擔心數天前發生的川崎殺傷事件重演，於是用菜刀多次刺中熊泽英一郎胸部等处，企图将其杀害。隨後熊澤英昭向警方自首，熊泽英一郎因颈部割伤导致的失血過多送医不治。熊澤英昭本人亦遭到逮捕。
2019年12月11日，熊泽英昭杀子案开庭审理。熊泽英昭的妻子表示，自己的女儿因為有這樣的哥哥，无法找到交往对象，最后绝望自杀。